# Cerodrillia asymmetrica
Cerodrillia asymmetrica é uma espécie de gastrópode do gênero Cerodrillia, pertencente a família Drilliidae.